# Punto Fijo
Punto Fijo est le chef-lieu de la municipalité de Carirubana dans l'État de Falcón au Venezuela. Selon les projections de l'Institut national de la statistique, l'aire métropolitaine de Punto Fijo compte 265 225 habitants en 2011 et s'étale sur trois des quatre paroisses civiles de la municipalité (Norte, Carirubana, Punta Cardón) et sur une paroisse civile de la municipalité voisine de Los Taques (Judibana).

## Économie
L'économie de la ville est tournée vers l'industrie pétrolière et abrite la seconde raffinerie au monde après celle de Jamnagar en Inde, la raffinerie de Paraguaná qui produit environ un million de barils de pétrole par jour.

## Sources
- (es) Cet article est partiellement ou en totalité issu de l’article de Wikipédia en espagnol intitulé « Punto Fijo » (voir la liste des auteurs).